# Керешеу
Керешеу (рум. Cărășeu) — село у повіті Сату-Маре в Румунії. Входить до складу комуни Кулчу.
Село розташоване на відстані 434 км на північний захід від Бухареста, 16 км на схід від Сату-Маре, 113 км на північ від Клуж-Напоки.

## Населення
За даними перепису населення 2002 року у селі проживала 1161 особа.
Національний склад населення села:
| Національність | Кількість осіб | Відсоток |
| -------------- | -------------- | -------- |
| угорці         | 839            | 72,3%    |
| румуни         | 317            | 27,3%    |

Рідною мовою назвали:
| Мова      | Кількість осіб | Відсоток |
| --------- | -------------- | -------- |
| угорська  | 851            | 73,3%    |
| румунська | 306            | 26,4%    |